# (816688) 2011 SC191
2011 SC191 — троянский астероид Марса, обращающийся вблизи точки Лагранжа L5 Марса (в 60° позади Марса на его орбите).

## Открытие, орбита и физические свойства
2011 SC191 впервые наблюдался 21 марта 2003 года в рамках проекта Near-Earth Asteroid Tracking (NEAT) в Паломарской обсерватории на телескопе имени Самуэля Ошина  и получил предварительное обозначение 2003 GX20. Затем объект был потерян и переоткрыт 31 октября 2011 года в рамках обзора Маунт-Леммон. После открытия был отнесён Центром малых планет к классу астероидов, пересекающих орбиту Марса.
Орбита хорошо известна, определена на июнь 2019 года по данным 114 наблюдений при дуге наблюдения 5509 дней.
Её большая полуось составляет 1,52 а.е., эксцентриситет невелик (0,044), наклонение к плоскости эклиптики 18,7°.
2011 SC191 обладает абсолютной звёздной величиной 19,4, что даёт оценку диаметра 600 м.

## Троянский астероид Марса и эволюция орбиты
Недавние вычисления показывают, что это астероид на устойчивой орбите вокруг точки L5 с периодом либрации 1300 лет и амплитудой 18°. Эти значения, а также короткопериодическая эволюция орбиты подобны параметрам (5261) Эврика. Эксцентриситет испытывает колебания в основном из-за вековых резонансов с Землёй, а колебания наклона вызваны вековыми резонансами с Юпитером.

## Происхождение
Численное интегрирование на длительном интервале времени показало, что орбита очень устойчива на временном интервале порядка миллиардов лет. Как и в случае с (5261) Эврикой, вычисления в обоих направлениях по времени на 4,5 млрд лет показали, что  2011 SC191 может являться первоначальным объектом, возможно, остатком населения планетезималей, сформировавшегося в области планет земного типа на ранних этапах эволюции Солнечной системы.